# Šuto Orizari
Šuto Orizari (in macedone Шуто Оризари?; in romanì Shuto Orizari; in albanese Shutkë; conosciuto anche come Šutka/Шутка) è uno dei dieci comuni che compongono la città di Skopje. La sua popolazione è di 25 726 abitanti (dati 2021).

## Società

### Evoluzione demografica
Il comune è l'unico della Macedonia del Nord dove i rom sono la maggioranza:
- Rom: 76,7%
- Albanesi: 15%
- Macedoni: 5,5%

### Lingue e dialetti
Il romanì, la lingua dei rom, è ufficialmente riconosciuta nel territorio del comune, a fianco del macedone. Nella cittadina si parlano anche serbo e albanese, ma senza status ufficiale.

## Località
Il comune è composto dalle seguenti località:
- Dolno Orizari
- Gorno Orizari